# Звукорежисьор
Звукорежисьор, също тонрежисьор или аудиорежисьор, е професия, чиито представители се занимават със звукозапис и озвучаване на концерти, филми, телевизионни и радиопредавания, мултимедия (като видеозаписи) и др.
Това е творческа професия, доколкото специалистите създават звукови художествени образи, формират драматургията на звука, създават нови звуци, записват звуците и ги обработват. По правило имат технически знания, свързани с професията: познават физиката на звука, разбират от музикална и психоакустика, често притежават и музикална подготовка.
Не бива да се бърка професията на звукорежисьора с професиите „звукоинженер“ (с вариант „звукотехник“) и „звукооператор“. Макар че са близки, те са различни професии, както са и кинорежисьор, кинооператор и филмов монтажист.
Звукорежисьорът прави запис, възпроизвежда, обработва, миксира звукови компоненти с помощта на технически средства. Той отговаря за цялостната работа по звука, оглавявайки звукова група, за всеки запис, филм, предаване, концерт, официална публична реч и пр.